# Guerra beotica
La guerra beotica fu un conflitto combattuto da Tebe e Atene contro Sparta negli anni 379/378-371 a.C.; in esso Sparta tentò, senza successo, di riprendere il controllo su Tebe, che le si era rivoltata, ma nello scontro decisivo, a Leuttra (371), fu pesantemente sconfitta, dando inizio all'egemonia tebana.

## Antefatto
Nell'inverno 379-378 a.C. un gruppo di esuli tebani rientrò in città ed assassinò Leonziade e Archia, che governavano la città da tre anni, espellendo anche la guarnigione spartana comandata dall'armosta Lisanorida.
Gli Spartani inviarono un esercito a Tebe, comandato dal re Cleombroto, ma questi si accontentò di lasciare Sfodria a Tespie come armosta con una guarnigione, tornando subito indietro;
Quell'inverno, però, Sfodria attaccò senza motivo il Pireo, non riuscendo però a prenderlo; gli Spartani lo processarono, ma l'episodio portò Atene a schierarsi con Tebe, contro Sparta.

## Svolgimento
Gli Spartani, però, non rinunciarono al desiderio di riavere Tebe. Le due spedizioni di Agesilao, comunque, non ottennero risultati mentre Cleombroto, che guidò la terza spedizione (376 a.C.), fu respinto al passo Citerone.
Durante la prima spedizione spartana (378 a.C.) è molto famoso lo scontro tra gli Ateniesi, comandati da Cabria, e il re Agesilao, che, dopo aver messo in fuga i mercenari ateniesi, non riuscì ad attaccare il grosso dell'esercito nemico, visto che Cabria aveva fatto schierare i suoi uomini con le lance in avanti e lo scudo sulle ginocchia, in modo da impedire che venisse attaccato.
Sparta, allora, mandò Pollide ad assediare Atene con una flotta; questa però, fu sconfitta dall'ateniese Cabria nella battaglia di Nasso (settembre 376). Dopodiché, nel 375 a.C., Atene allestì due spedizioni navali di successo: una, guidata da Cabria, andò nell'Egeo settentrionale, l'altra, guidata da Timoteo, circumnavigò il Peloponneso e si diresse verso la Grecia nord-occidentale, dove vinse una battaglia ad Alizia, in Acarnania.
Nel frattempo, Pelopida sconfisse un contingente spartano nella battaglia di Tegira (375 a.C.).
Nel 375 a.C. fu rinnovata la pace di Antalcida, ma pochi mesi dopo ripresero le ostilità: nonostante l'opposizione di Atene i Tebani presero Platea, l'unica sua alleata in Beozia, e ne espulsero i cittadini, che si rifugiarono ad Atene e vi costituirono un forte partito anti-tebano.
Per questo Atene insistette per far pace con Sparta (371 a.C.); dopo lunghe trattative si giunse ad un accordo condiviso, ma Epaminonda, che pretendeva di firmare per l'intera Beozia invece che per la sola Tebe, fece infuriare il re di Sparta Agesilao, che cancellò Tebe dai firmatari e riprese a combatterla.

## Conclusione
Visto che quasi tutta la Grecia aveva firmato il trattato, Tebe si trovò sola contro Sparta. Nonostante ciò, la spedizione del re Cleombroto dell'estate 371 si concluse con una clamorosa sconfitta, la battaglia di Leuttra, vinta da Epaminonda grazie alla sua invenzione, la falange obliqua. Visto che l'esercito spartano si basava sugli Spartiati, la morte di 400 di loro, compreso il re Cleombroto, lo destabilizzò profondamente; così iniziò l'egemonia tebana.